# When Bearcat Went Dry
When Bearcat Went Dry er en amerikansk stumfilm fra 1919 af Oliver L. Sellers.

## Medvirkende
- Bernard J. Durning som Turner Stacy
- Lon Chaney som Kindard Powers
- Vangie Valentine som Blossom Fulkerson
- Millard K. Wilson som Jerry Henderson
- Winter Hall som Lone Stacy